# Vesiculaphis rhododendri
Vesiculaphis rhododendri är en insektsart som beskrevs av Ghosh, A.K. och D.N. Raychaudhuri 1972. Vesiculaphis rhododendri ingår i släktet Vesiculaphis och familjen långrörsbladlöss. Inga underarter finns listade i Catalogue of Life.